# Estel (завод)
Та́ллинский электротехни́ческий заво́д «Estel», TET ESTEL AS — предприятие электротехнической промышленности Эстонии. Создано на материально-технической и научной базе одного из крупнейших машиностроительных предприятий Эстонской ССР — Таллинского электротехнического завода имени М. И. Калинина. Официальный адрес: улица Куули, д. 6, Таллин.

## История основания и развития
После выхода Эстонии из состава СССР, в 1991 году, Таллинский электротехнический завод имени М. И. Калинина, переименованный в 1988 году в Научно-производственное объединение «Электротехника», переходит в собственность Эстонской республики. Предприятие становится государственным акционерное обществом и получает название RAS Estel (ГАО «Estel»).
С образованием независимых государств и вводом национальных валют у завода возникают проблемы с финансами, законы взаиморасчётов между компаниями и странами перестают работать. Экономическая ситуация на предприятии стремительно ухудшается.
Осенью 1993 года приказом Министерства экономики ЭР генеральным директором НПО «Электротехника» назначается Сергей Павлович Фролов. Совместно с Министерством экономики и консультационной фирмой «Mainor» подготавливается программа приватизации и санирования RAS Еstel. В рамках этой программы в мае 1994 года создаётся и 20 ноября 1996 года регистрируется в Бизнес-регистре акционерное общество Estel Pluss AS, которое, в результате конкурса, объявленного государством, получает право на подписание договора с Приватизационным агентством и затем полностью выполняет свои обязательства по этому договору. В собственность Estel Pluss AS переходит 76 % акций RAS Estel, 24 % акций остаются в собственности государства. После подписания договора RAS Estel переименовывается в Estel AS. На втором этапе приватизации государство выставляет на продажу оставшиеся 24 % акций, которые впоследствии выкупаются новым акционером.[каким?] Завод сохраняет свою специализацию и по-прежнему специализируется на выпуске высокотехнологичных электротехнических изделий. Продукция предприятия используется во многих отраслях промышленности, таких как металлургия, машиностроение, энергетика, горнодобывающая промышленность и транспорт (включая авиационный и железнодорожный).
В стратегическом плане выполнение программы санирования должно было привести к созданию концерна, состоящего из небольших (численностью до 100 человек), мобильных юридических лиц, работающих в области электротехнического производства, инжиниринга и торговли, а также недвижимости.
Основными сферами деятельности концерна становятся:

— разработка, производство и продажа преобразовательной техники;

— производство полупроводниковых приборов и электронных компонентов;

— эксплуатация недвижимого имущества.
В рамках программы санирования предприятия:

— создаётся акционерное общество Estel Met AS, директор Александр Косой (производство металлоизделий);

— создаётся предприятие Estel Elektroonika OÜ, директор Александр Сафонов (производство силовых полупроводниковых приборов);

— на базе Estel Pluss AS создаётся производство преобразователей электроэнергии;

— укрепляется отдел продаж, конструкторские и технологические службы, происходит реструктуризация фирмы.
В 1994 году подписывается контракт на поставку оборудования в Китай для оснащения ТЭЦ Хуанен Пекин. Поставленное в рамках контракта оборудование выполняет функции обеспечения электроэнергией одного из крупнейших районов Пекина — Посольского квартала. Во второй половине 1990-х годов ESTEL AS становится крупнейшим экспортёром среди предприятий Эстонии в Китай. Учитывая развивающиеся отношения с КНР, в 1997 году предприятие посещает вице-премьер Госсовета Китайской Народной республики Ли Ланьцин.
В 1996 году предприятие поставляет оборудование для питания генераторов озона для предприятия Мосводоканал (Москва, Россия). С помощью данного оборудования обеспечивалась поставка чистой питьевой воды в районы Москвы.  
В 1999 году в рамках американо-российской программы по переработке оружейного урана в топливо для АЭС, известной как ВОУ-НОУ или «Мегатонны — в мегаватты», предприятие начинает поставки оборудования на Электрохимический завод в Зеленогорске (Красноярский край, Россия). Каждый выпускаемый заводом преобразователь поддерживал непрерывную работу 128 газовых центрифуг для переработки урана. Роторы этих центрифуг работали со скоростью 2000 оборотов в секунду. В течение нескольких лет фирма была единственным поставщиком такого уникального оборудования, в общей сложности поставив несколько сотен преобразователей.
В [1999 году ESTEL AS побеждает в международном тендере на разработку и поставку оборудования для института ядерных исследований в Карлсруэ (Германия). В этом же году предприятие оснащает аэропорт Хосе Марти (Гавана) источниками питания для обслуживания самолётов во время стоянки и подготовки к полёту.
Официальной датой основания Таллинского электротехнического завода «ESTEL» по данным Бизнес-регистра является 25 апреля 2000 года.

## Деятельность компании в XXI веке
В 2001 году на предприятии, одном из первых в Эстонии, внедряется Международная система менеджмента качества ISO 9001.
В 2002 году создаётся совместное предприятие со Всероссийским Научно-исследовательским институтом токов высокой частоты (ООО ВНИИТВЧ – ESTEL).

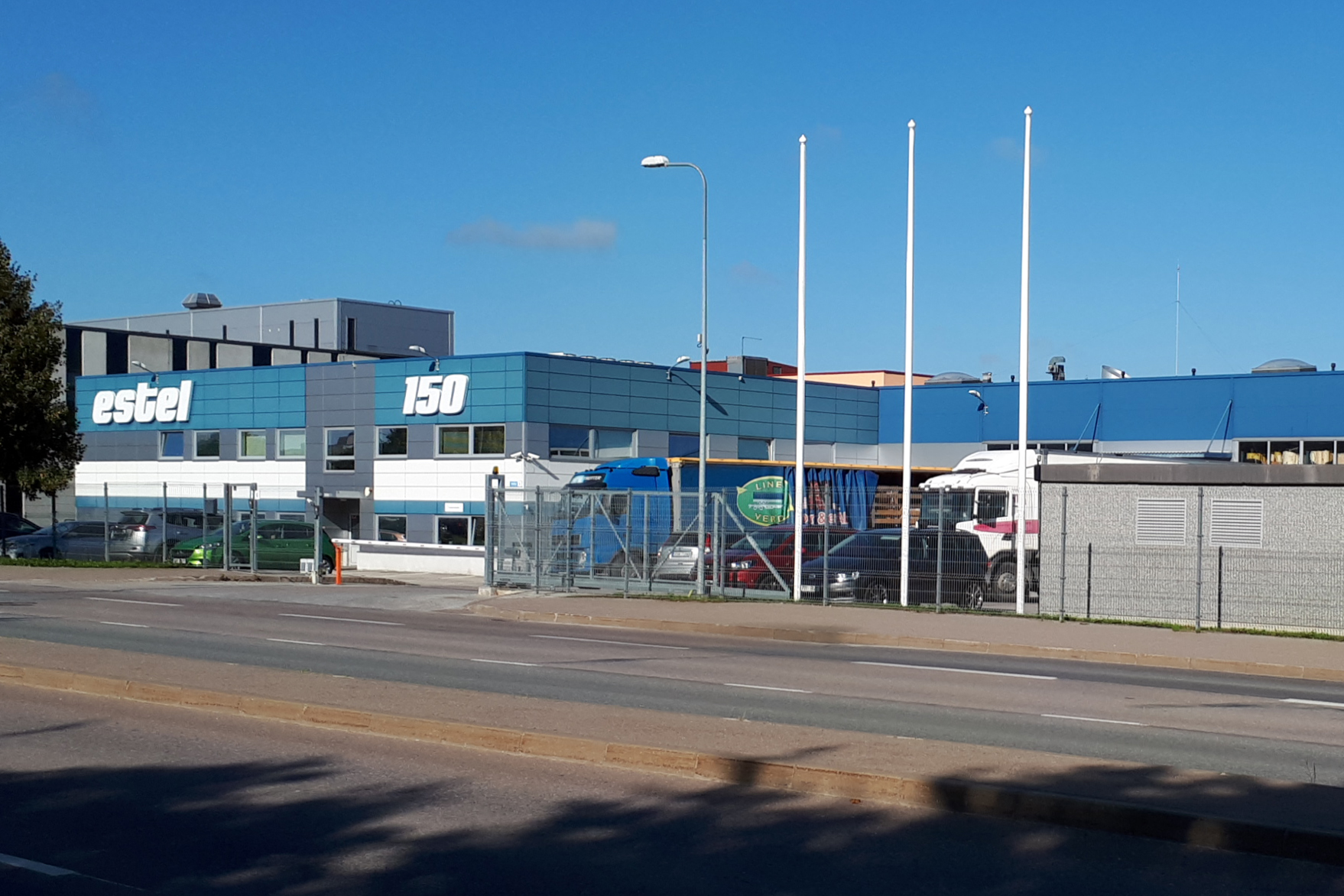
Улица Куули 6, Таллин. TET Estel AS

В 2006 год разрабатываются (и в 2008 году поставляются) устройства плавного пуска шести обратимых насосов-генераторов мощностью 240 МВт каждый на гидро-аккумулирующую электростанцию Загорская ГАЭС (Сергиев Посад, Россия). В том же году, с целью создания благоприятных условий для развития промышленного производства и создания рабочих мест, город Таллин разрабатывает проект строительства промышленного парка в микрорайоне Тондираба, на территории между Петербургским шоссе, улицей Куули, улицей Лаагна и улицей Таэвакиви. Предприятием принимается решение об участии в данном проекте и строительстве нового современного завода, полностью отвечающего европейским стандартам. Бизнес–план компании признаётся полностью соответствующим предъявляемым к участникам проекта требованиям. Утверждается детальная планировка, начинается проектирование и строительство нового завода.
В январе 2007 года завод сдаётся в эксплуатацию. Предприятие покидает историческую территорию по адресу ул. Теллискиви 60 и переезжает на новые площади, расположенные по адресу ул. Куули 6. На месте бывшего завода имени М. И. Калинина создаётся Творческий городок «Теллискиви».
В конце 2019 года на предприятии работали 80 человек. По состоянию на 30 июня 2021 года численность работников предприятия составила 117 человек, на 31 марта 2025 года — 66 человек.
TET ESTEL AS является членом Эстонской торгово-промышленной палаты.

### Ключевые проекты
- 2009 год – разработка и поставка оборудования для использования приливов и отливов при выработке электроэнергии.
- 2010 год – начало серийных поставок выпрямительно-инверторных установок ВИУ 4000 и ВИУ 5600 на Новочеркасский электровозостроительный завод.
- 2011 год – открытие представительства во Франции, учреждение компании Setrans Holding.
- 2012 год – предприятие переименовывается в Tallinna Elektrotehnika Tehas «Estel» AS.
- 2013 год – первые поставки оборудования компании Airbus в Тулузе (Франция).
- 2014 год – поставка выпрямительно–инверторных установок ВИУ 4000 2М для самого мощного в тот момент в мире электровоза 4ЭС5К. Электровоз служит для вождения сверхтяжёлых длинных грузовых поездов на равнинной местности или тяжёлых поездов в горной местности на участках со сложным профилем.
- 2014 год – разработка и поставка источников питания на линию сборки аэробуса Airbus А350 в Тулузе. Получение сертификата соответствия продукции всем требованиям компании Airbus.
- 2014 год – подтверждение сертификатов ISO 9001 и ISO 14001 и получение сертификата систем менеджмента профессиональной безопасности охраны труда OHSAS 18001.
- 2016 год – в рамках проекта реконструкции и расширения аэропорта Мухаммеда V в Касабланке (Марокко) осуществляется поставка девяти подтрапных аэродромных источников питания серии FCA-90H с кабельной автоматической намоткой.
- 2016 год – замена устройства плавного пуска и регулирования четырех обратимых генераторов мощностью 225 МВт и напряжением 15,75 кВ на гидро-аккумулирующей электростанции Круонисская ГАЭС (Литва).
- 2017 год – оснащение трёх тяговых подстанций Таллина в рамках проекта «Проектирование и реконструкция инфраструктуры трамвайной линии в направлении района Копли».
- 2018 год – разработка и начало выпуска гибридных дизельных источников питания. Поставка первых источников в Сербию.
- 2018 год – в рамках проекта расширения международного аэропорта Фьюмичино (Италия, г. Рим), поставлены 26 единиц оборудования для обслуживания воздушных судов.
- 2019 год – поставка аэродромных источников питания для Международного аэропорта имени Эрнесто Кортиссоса (Барранкилья, Колумбия).
- 2020 год – в рамках программы модернизации Международного аэропорта имени Иоанна Павла II в Кракове (Польша) поставлены источники питания подтрапного типа мощностью 90 КВА.
- 2020 год – участие в проекте международной ассоциации «Титан» на поставку оборудования для дуговых печей постоянного тока для титановой отрасли.

4 апреля 2020 года, в рамках гуманитарной помощи при борьбе с пандемией коронавируса, в Сербию были направлены 11 самолётов, которые доставили оборудование для эпидемиологической диагностики и проведения дезинфекции, а также специалистов-вирусологов. Все самолеты во время проведения операции были подключены к источникам питания Estel. Несмотря на повышенную нагрузку, оборудование отработало без единого замечания.
27 ноября 2020 года предприятие, как преемник электротехнического завода имени М. И. Калинина, отметило свой 150-летний юбилей. В честь этого события впервые за последние 50 лет была издана книга, посвящённая истории завода. 
За годы деятельности компанией TET ESTEL были реализованы сотни проектов в различных отраслях. В общей сложности она поставила более 80 000 единиц электротехнического оборудования по всему миру и произвела свыше 50 миллионов штук силовых полупроводниковых приборов.
Торговый знак «ESTEL» зарегистрирован в 37 странах мира, продукция предприятия продаётся в 40 стран мира. Разработано и поставляется более 200 типов силовых полупроводниковых приборов. Компания фокусируется на комплексных технологических решениях и поставках оборудования «под ключ», разрабатывает, производит и реализует широкий спектр силовой преобразовательной техники и силовых полупроводниковых приборов.
Согласно отчётности предприятия, в 2019 году 99,9% произведённой продукции стоимостью 8,06 миллионов евро ушло на экспорт.
В 2020 году компания получила сертификат «Успешное предприятие Эстонии-2019» с рейтингом «А» («хорошо»). В 2021 году компания получила сертификат «Успешное предприятие Эстонии-2020» с рейтингом «ААА» («великолепно»). Система менеджмента качества соответствует международным стандартам ISO 9001, ISO 14001 и OHSAS 18001.
В 2019 году оборот предприятия составил 8 065 922 евро, что на 109 % выше, чем в 2018 году.
В 2020 году оборот предприятия составил 13 426 106 евро.
Прогнозируемый оборот на 2021 год — 18 429 632 евро.

### Директора завода
- 1993—1995 — Сергей Павлович Фролов
- 1995—1997 — Тоомас Хейнрикович Клеэсмент
- 1997—2010 — Сергей Павлович Фролов
- 2010—2020 — Николай Альбертович Самсонов
- с 16.04.2020 — Виталий Дюков[12]